# フリッツ・ブルン
フリッツ・ブルン（Fritz Brun, 1878年8月18日 ルツェルン - 1959年11月29日 グロースヘーフシュテッテン）は、スイスの作曲家・指揮者。

## 経歴
ケルン音楽院にてフランツ・ヴュルナーに師事し、卒業後はそのままピアノと音楽理論の教師として同音楽院で教鞭をとった。1903年よりベルン音楽学校のピアノ教師に就任。1909年から1943年までベルン音楽協会交響楽団を監督し、ツェツィーリエ協会やベルン声楽委員会を指揮した。1926年から1940年までスイス音楽家協会の副会長を務めた。

## 主要作品
- 交響曲（全10曲）
- 交響詩《ヨブ記より Aus dem Buche Hiob 》（1906年）
- ピアノ協奏曲
- ヴァイオリン協奏曲
- チェロ協奏曲
- 弦楽四重奏曲（全4曲）
- カンタータ（2曲）
- 合唱曲およびリート